# Serge Elisseeff
Serge Elisseeff (russisch Сергей Григорьевич Елисеев, Sergei Grigorjewitsch Jelissejew, Elisseeff jap. lautmalerisch: 英利世夫; * 1. Januarjul. / 13. Januar 1889greg. in St. Petersburg; † 13. April 1975 in Paris) war ein russischer Orientalist, der an der Harvard University wirkte, jedoch Paris als Aufenthaltsort bevorzugte.

## Jugend und Ausbildung
Serge Elisseeff wurde – als dritter Sohn – in eine wohlhabende St. Petersburger Händlerfamilie geboren. Sein Großvater, ursprünglich ein Bauer aus Zentralrussland, hatte durch Weinimporte ein Vermögen verdient. Bei Tische sprach die Familie französisch, mit sechs Jahren wurde Serge erstmals in Deutsch unterrichtet. Diese Kenntnisse wurden durch einen Hauslehrer und den Unterricht an einer Privatschule (mit vier Schülern) erweitert. Mit 10 Jahren begann er das Larinsky-Gymnasium zu besuchen, wo Unterweisungen in Latein und Griechisch folgten. Mit 12 Jahren erhielt er Privatunterricht in Englisch. Er war durchgängig ein hervorragender Schüler. Das Gymnasium schloss er 1907 als Klassenbester ab.
Den Sommer des Jahres 1900 verbrachte er in Neuilly, wo seine Familie ein Anwesen unterhielt. Er besuchte auch die Weltausstellung in Paris.
Zunächst war er an Malerei interessiert, wurde jedoch von einem Lehrer abgelehnt, da sein Hintergrund als Bourgeois wahre Kreativität verhindern würde. Zusammen mit anderen Familienmitgliedern erhielt er Schauspielunterricht. Als Folge der Revolution 1905 begann er sich zeitweise für die Ideen von Karl Marx und Friedrich Engels zu begeistern.

### Studium

#### Berlin
Auf Anraten des Orientalisten Serge Oldenburg studierte er, nach Abschluss des Gymnasiums, 1907/1908 in Berlin drei Semester lang Japanisch (unter Hermann Plaut) und Chinesisch bei Wilhelm Grube, nach dessen Tod bei Otto Franke. Er knüpfte auch erste Bekanntschaften mit Japanern, z. B. dem Philologen Shimmura Izuru (新村出), dem Philosophen Kuwaki Gen’yoku und Hara Katsurō (原 勝郎), einem Historiker. Er hörte auch Kurse zu Fragen der Psychologie, Ästhetik und zur sozialen Frage. Durch Vermittlung des Dozenten im letztgenannten Kurs machte er die Bekanntschaft des Vorsitzenden der Sozialdemokraten August Bebel und dem Vertreter des rechten Parteiflügels Friedrich Ebert.

#### Tokio
Im August 1908 reiste er, mit hervorragenden Empfehlungsschreiben ausgestattet, über St. Petersburg und Sibirien nach Japan mit dem Willen, sich an der Kaiserlichen Universität Tokio einzuschreiben. Dies gestaltete sich schwierig, da er der erste Ausländer war, der als regulärer Student aufgenommen werden wollte, ohne vorher eine japanische Oberschule (kōtō gakkō) besucht zu haben. Die notwendigen Empfehlungen und Anträge erforderten auch, dass er ein persönliches Siegel anfertigen lassen musste. Dieses gab seinen Namen lautmalerisch als 英利世夫 (ei-ri-se-fu) wieder. Er hat diese Umschrift lebenslang verwendet.
In Tokio mietete er ein Haus, das er zwei Jahre mit einer japanischen Familie teilte. Um seine Schwächen in japanischer Sprache auszugleichen, nahm er Privatunterricht, auch für Kanbun und Kalligraphie. Ab dem zweiten Studienjahr begann er auch von seinen Kommilitonen akzeptiert zu werden. Er studierte unter Karl Florenz, Haga Yakai (波賀 失一) unter anderem Aspekte des klassischen und modernen Japanisch, allgemeine Linguistik unter Fujioka Katsuji (富岡 勝二) sowie Philosophie bei Raphael von Koeber. Er spezialisierte sich auf japanische Literatur, insbesondere auf die Haiku Bashōs, dem Thema seiner Abschlussarbeit. Während der Ferien bereiste er ausgiebig das japanische Reich. Statt der üblichen drei, studierte er freiwillig vier Jahre. Sein Examen im Juni 1912 bestand mit einer guten Note (82/100).
Elisseeff entwickelte ein Interesse an japanischer Keramik, am Nō und Kabuki und besuchte häufig humoristische yose-Vorstellung professioneller Erzähler. Durch Vermittlung von Tomiya Toyokata wurde er in den Zirkel des Dichters Natsume Sōseki eingeladen. Ein Freund wurde ihm der spätere Premierminister Ashida Hitoshi (蘆田 均). Um Kontakt mit modernen Dichtern zu haben, begann er wöchentliche Treffen in seinem Haus zu halten. Diese stellte er im Frühjahr 1912 ein, als ihm hinterbracht wurde, die Polizei halte diese Treffen für einen linken Zirkel.
Nachdem er sich den Sommer über, mit Higashi Arata (東 新), in Obama in der Präfektur Fukui aufgehalten hatte, schrieb er sich an der Graduiertenschule (大学院, Daigakuin) der Universität ein. Nebenbei begann er seine Mandschu-Sprachkenntnisse auszubauen, studierte die buddhistische Kunst am Berg Kōya und begann vereinzelt in Zeitschriften zu publizieren, u. a. Das Theater in Japan im Jahre 1913 für die Mitteilungen der OAG. Zum Ende des zweiten Jahres beschloss er, auf Anraten des Wirtschaftsprofessors Heinrich Wänting, seine Promotion in Europa abzuschließen.

#### St. Petersburg
Am 22. November 1914 heiratete er Vera Eiche, mit der er dann zwei Söhne, Nikita und Vadime, hatte.
Aufgrund seiner singulär ungewöhnlichen Ausbildung hatte er zeitlebens Anerkennungsprobleme innerhalb der europäischen Academia. Dies zeigte sich als er 1914 speziellen Dispens des Zaren benötigte, um an die Universität von St. Petersburg zurückzukehren, wo man ihm eine Privatdozentenstellung in Aussicht gestellt hatte. Jedoch musste er erst 1916 promovieren. Dabei zeigte sich in der mündlichen Prüfung, dass seine Kenntnisse die seiner Professoren in vielem übertrafen. Für seine Dissertation über Bashō begab er sich 1917 noch einmal nach Japan. Die Unterlagen, die als Teil der diplomatischen Post gesandt wurden, gingen verloren, da inzwischen die große proletarische Oktoberrevolution stattgefunden hatte.
Bereits ab Januar 1916 war er an der Petrograder Universität Privatdozent für japanische Sprache. Gleichzeitig war er noch als offizieller Dolmetscher für das Außenministerium tätig. Von der Handelskammer wurde er zum Vizepräsidenten der Abteilung für Fernost gewählt. Ebenso war er Assistenzprofessor am Institut für Kunstgeschichte (für chinesische Kunst).
Mit der Revolution verlor er nicht nur sein Privatvermögen, sondern auch die Anstellung im Außenministerium. Sein Dozentengehalt war zum Leben nicht ausreichend. Er erhielt jedoch eine untergeordnete Stellung im Asiatischen Museum (das eigentlich die orientalische Bibliothek der Akademie der Wissenschaften war). Er wurde 1920 zum Sekretär (für Fernost) der reorganisierten Archäologischen Kommission gewählt. Durch die Unterstützung Maxim Gorkis war es ihm möglich, ein Essay zu japanischer Literatur zu veröffentlichen.
Im Frühjahr wurde er Assistenzprofessor an der umorganisierten Universität, die noch immer ein Zentrum der Reaktion war. Er selbst fand es schwer, gemäß den Vorgaben der neuen Regierung zu lehren. Im Sommer 1920 ließ er sich und seine Familie ohne Papiere über den Golf von Finnland schmuggeln.

## Emigration
Auf einen einmonatigen Aufenthalt in Finnland folgten drei Monate in Stockholm.

### Paris 1921–1932
Im Januar 1921 erreichte die Familie Paris. Dort fand er eine Anstellung als Forscher am Museum Guimet, zugleich war er Dolmetscher für die japanische Botschaft, zunächst als Sekretär des Marquise Maki befasst mit der Arbeit der deutsch-belgischen und deutsch-dänischen Grenzkommissionen. 1923 organisierte er eine Ausstellung für moderne japanische Malerei. Er genoss es, an der Zeitschrift Japon et Extrême Orient mitzuarbeiten (1923–24), die monatlich eine von ihm übersetzte Kurzgeschichte brachte. Ab 1925 war er Verbindungsmann beim Internationalen Institut für geistige Zusammenarbeit des Völkerbundes. 1929–30 war er Direktor für die Maison de Étudiants Japonais.
Andererseits versuchte er seine akademische Karriere fortzusetzen. Bereits seit 1922 hatte er begonnen, Vorlesungen eminenter Orientalisten, wie Paul Pellitot und Henri Maspero zu besuchen. Im selben Jahr gab er an der Sorbonne einen Kurs zur Literatur der Tokugawa-Zeit. An der École de Langues Orientales Vivantes, wo er bis 1930 tätig war, erläuterte er die Grammatik der japanischen literarischen Schriftsprache. 1930 wurde er Maître de Conférences an der École des Hautes Études der Sorbonne. Zwei Jahre später folgte die volle Professur (Directeur d'Études). Während seiner Pariser Jahre publizierte er regelmäßig.
In Stockholm organisierte er 1931 eine Ausstellung japanischer Kunst, wofür ihm das Kreuz des Ordens vom Polarstern durch König Gustav V. verliehen wurde. Im selben Jahr nahm das Ehepaar Elisseeff die französische Staatsangehörigkeit an.

### Harvard
Das 1928 gegründete Harvard-Yenching-Institut suchte 1932 einen Direktor. Der Wunschkandidat Paul Pellitot lehnte ab, aber schlug statt seiner Elisseeff vor. Um ihn kennenzulernen, erhielt er daraufhin 1932–33 eine Gastprofessur des Department for Eastern Languages der Universität Harvard. Im selben Jahr wurde er nach China gesandt, um sich mit dortigen Akademikern auszutauschen.
1934 wurde er dann Direktor des Harvard-Yenching-Instituts und Professor für fernöstliche Sprachen, später auch Leiter des Department for Eastern Languages. Für die nächsten 23 Jahre widmete er sich der Aufbauarbeit entlang der Linien europäischer Sinologie. Er gründete 1936 die akademische Fachzeitschrift Harvard Journal of Asian Studies. In seine Zeit fällt auch der massive Ausbau der Bibliothek des Instituts – heute die bedeutendste für orientalische Studien in den USA.
Besonders im Zweiten Weltkrieg waren seine Japanischkurse für Militärpersonal von Bedeutung. Er unterstützte auch den US-Nachrichtendienst Office of Strategic Services (OSS) als „Berater“. Die asiatischen Verbindungen des Instituts, die bereits während des chinesisch-japanischen Krieges unterbrochen worden waren, kamen mit dem Sieg der Kommunisten im chinesischen Bürgerkrieg 1949 vollständig zum Erliegen. Eine Reise 1953 nach Japan, Korea, Taiwan und Hongkong, diente dem Zweck neue Kontakte zu knüpfen. Während einer zweiten Reise in die Region im Frühjahr 1955 erhielt er die Ehrendoktorwürde der Choshun Christian University verliehen. In den Jahren 1954–55 war er Präsident der American Oriental Society.
Seine beiden 1942 und 1944 erschienenen Lehrbücher Elementary Japanese for University Students und Elementary Japanese for College Students waren über Jahre Standardwerke in den USA.
Die École française d’Extrême-Orient und die Royal Asiatic Society ernannten ihn 1940 beziehungsweise 1955 zu Ehrenmitgliedern. Bereits seit 1946 war er Chevalier der Ehrenlegion.
Mit seinem 66. Geburtstag 1955 erreichte er die Altersgrenze, wurde jedoch gebeten seine Stellung noch weiter auszuüben. Im August 1956 trat er als Institutsdirektor zurück. Bis zum Ende des folgenden akademischen Jahres lehrte er noch weiter in Harvard.
1940 wurde Elisseeff in die American Academy of Arts and Sciences gewählt.
Nach seiner Pensionierung im Juni 1957 lebte das Ehepaar wieder in Paris, wo er 1975 verstarb.

## Schriften
- Bibliographie in: Harvard Journal of Asiatic Studies 1957, S. 29–35 (93 Einträge)